# Céline Gemise Fareau
Céline Gemise Fareau (* 16. September 1984 in Versailles) ist eine ehemalige französische Beachvolleyballspielerin.

## Karriere
Fareau absolvierte ab 2000  mit diversen Partnerinnen ihre ersten internationalen Turniere und mehrere Jugendwelt- und Europameisterschaften. Beste Resultat waren dabei der fünfte Platz bei den U21-WM mit Eva Hamzaoui-Biton und das Halbfinale der U22-EM mit Marion Castelli, mit der sie von 2005 bis 2006 ein Beachduo bildete. Die beiden erreichten außerdem bei der Europameisterschaft der Erwachsenen 2005 nach einem Sieg und zwei Niederlagen Platz dreizehn. Ab 2007 spielte die im Département Yvelines geborene Athletin abwechselnd an der Seite von Mathilde Giordano und Tatiana Barrera, mit der sie im gleichen Jahr im Finale der französischen Meisterschaften stand. Bei der Weltmeisterschaft in Gstaad scheiterte sie mit Barrera als Gruppendritte knapp in der Vorrunde. Die Europameisterschaft 2007 endete mit Giordano nach zwei Dreisatz-Niederlagen gegen die Deutschen Claasen/Röder und die Russinnen Schirjajewa/Urjadowa noch einmal auf dem geteilten dreizehnten Rang. Im nächsten Jahr verloren Fareau/Giordano bei der Europameisterschaft in Hamburg gegen das deutsche Duo Brink-Abeler/Jurich und die Georgierinnen Saka/Rtvelo. Mit Justine Astruc spielte Fareau 2009, ohne vordere Platzierungen zu erreichen. Ein Jahr später gewann sie bei ihrem einzigen Auftritt im Sand den CCCup in Montreal mit Laura Longuet und beendete anschließend ihre Karriere.